# 동량역
동량역(Dongnyang station, 東良驛)은 충청북도 충주시 동량면에 있는 충북선의 역이다.
주된 업무는 인근에 있는 공군, 육군의 유류저장고로의 유류 화물취급이고, 현재 정기 여객열차의 정차는 없다.

## 연혁
- 1967년 7월 1일 : 보통역으로 승격[1]
- 2008년 6월 3일 : 승차권 발매 중지 및 철도승차권 단말기 철거

## 참고 문헌
1. ↑  철도청 고시 제341호(1967.06.28)